# Emil Ebers

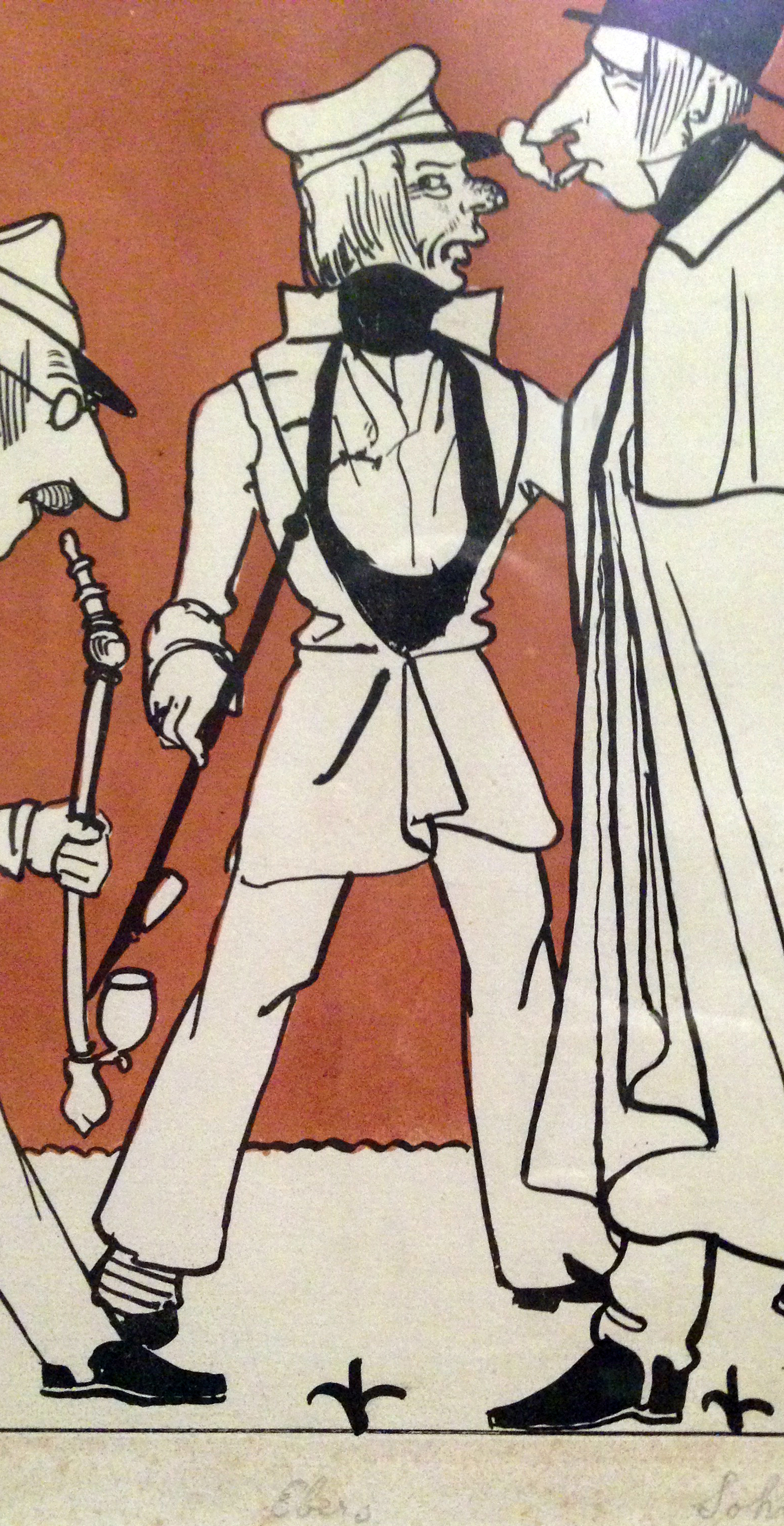
Zug der Düsseldorfer Künstler, 1837, Karikatur von Andreas Achenbach (Ausschnitt): Emil Ebers (Mitte)

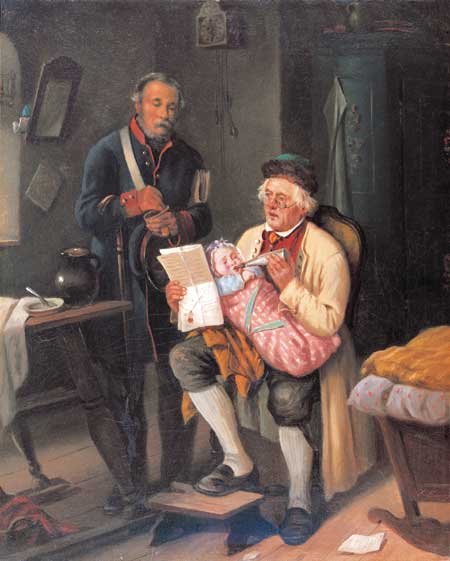
Der Brief, um 1850

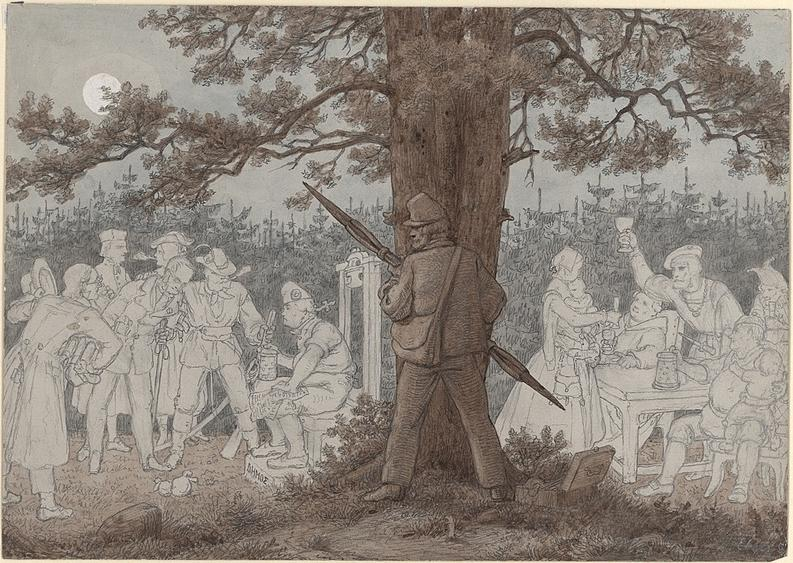
Humoristisch-satirische Darstellung aus dem Schadow-Album, 1851

Emil Eduard Ebers (* 14. Dezember 1807 in Breslau; † 1884 in Beuthen) war ein deutscher Maler und Radierer der Düsseldorfer Schule. 

## Leben
Ebers kam 1831 nach Düsseldorf, wo er Schüler der Akademie unter Wilhelm von Schadow wurde. Bald kehrte er nach Schlesien zurück. 1837 ging er erneut nach Düsseldorf und trat in die Meisterklasse der Akademie ein. Mit Henry Ritter und Rudolf Jordan unternahm er Studienreisen nach Holland und in die Normandie.
Ab 1844 wohnte er in Breslau. 1845 heiratete er Franziska Maria (1818–1901), genannt Fanny, die Schwester des Malers Carl Friedrich Lessing. Nach 1850 wechselte er häufig seinen Wohnort. Er lebte in Gaffron bei Lüben, in Dresden und Görlitz, nach 1869 in Beuthen. Um 1860 entsagte er der Kunstausübung, stellte aber noch 1881 und 1883 in Dresden aus.

## Werk
Früher malte er hauptsächlich Szenen aus dem Treiben der Schleichhändler, Räuber und Soldaten. Später aber behandelte er mit größerem Erfolg das Matrosen- und Lotsenleben, dem er den Stoff zu seinen besten Bildern entnahm. Seine Motive stellte er teils dramatisch, teils humoristisch dar. 
In dem Gemälde St. Goar, der den Fischern des Rheins das Evangelium predigt versuchte er sich als Historienmaler. Sein Bild Die Schleichhändler (1830) befindet sich in der Berliner Nationalgalerie, sein Bild Aufziehendes Gewitter (1831) gehört als Dauerleihgabe der Kunstakademie Düsseldorf zum Bestand des Museums Kunstpalast.

## Illustrationen (Auswahl)
- In:  Album deutscher Künstler in Originalradirungen. - Düsseldorf : Buddeus, 1841. Digitalisierte Ausgabe der Universitäts- und Landesbibliothek Düsseldorf
- In: Deutsche Dichtungen mit Randzeichnungen deutscher Künstler. - Düsseldorf : Buddeus, (Bände 1–2) 1843. Digitalisierte Ausgabe der Universitäts- und Landesbibliothek Düsseldorf